# Шайбель, Оскар
Оскар Шайбель (нем. Oskar Scheibel; 1881 — 1953) — австрийский инженер и энтомолог-любитель.

## Биография

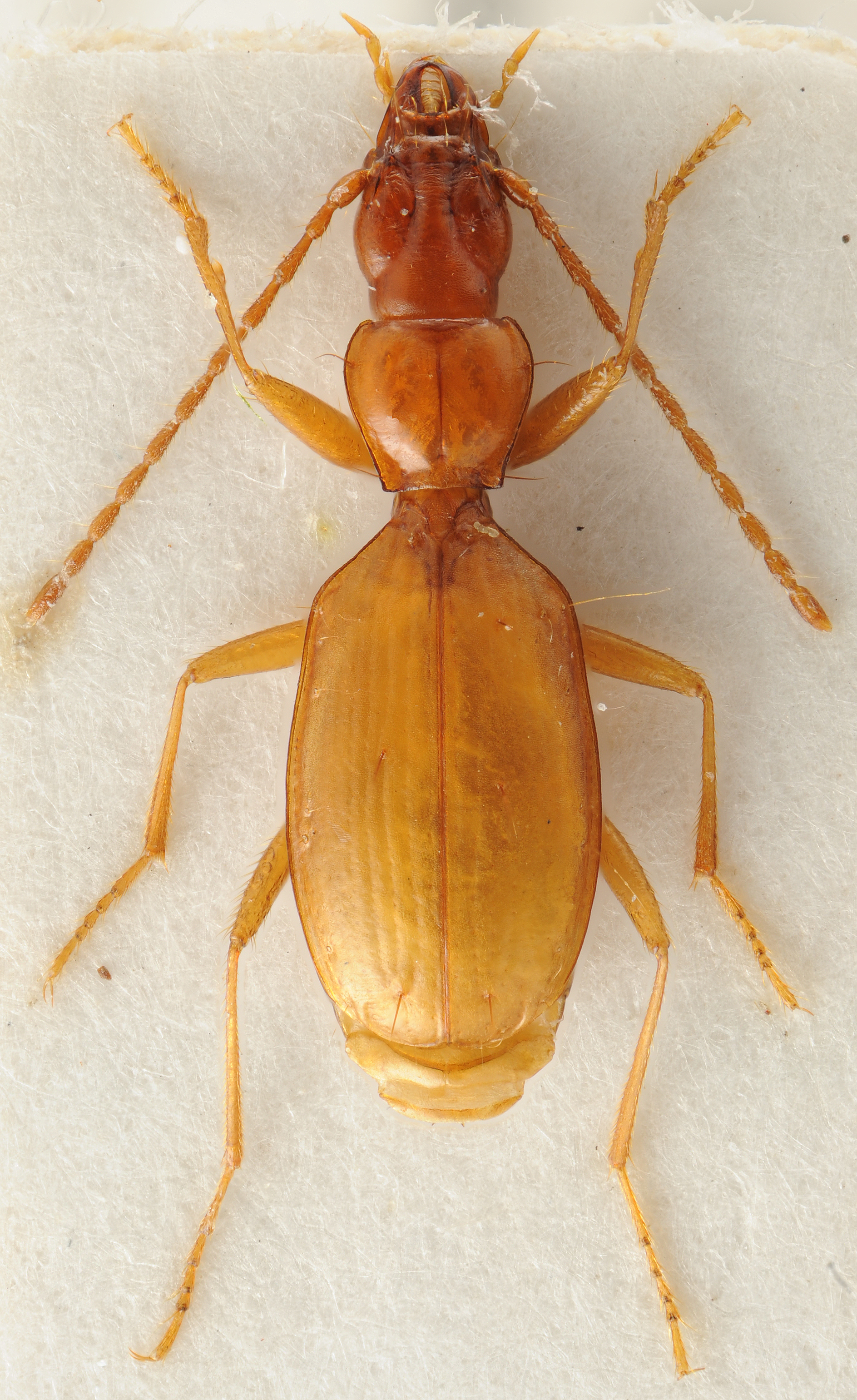
Anophthalmus hitleri

Родился в Австрии. Работал инженером-железнодорожником. Участвовал в строительстве железной дороги на Балканах. С 1933 года жил в Любляне. Интересовался преимущественно двукрылыми Юго-Восточной Европы, особенно, югославской фауны и собрал большую коллекцию насекомых, в частности, виды, живущие в пещерах и других подземных местах обитания. Первые экземпляры получил от местных коллекционеров.
Некоторые из собранных им видов жужелиц, в первую очередь, трехинов, оказались новыми для науки. На основе собранных им образцов другие энтомологи, описали некоторые из них и назвали в его честь.
К ним относятся, прежде всего, те, которые были открыты им в пещерах близ Сараево. В 1921 году О. Шайбель представил свою коллекцию, которая в то время включала около 15 000 жуков приблизительно 6000 видов, проданных в Германии.
Более всего запомнился открытым им в 1937 году видом Anophthalmus hitleri редких пещерных жуков-жужелиц (Carabidae) из подсемейства трехины (Trechinae, триба Trechini), эндемичного обитателя пещер Словении (в долине реки Савиня между городами Веленье и Целе).
Шайбель назвал новый таксон в честь своего кумира Адольфа Гитлера, бывшего в то время канцлером Германии. Посвящение не осталось незамеченным, фюрер узнал о новом жуке, носящем его имя, и послал энтомологу благодарственное письмо, в котором похвалил его за верность партии и вклад в развитие энтомологии Тысячелетнего Рейха.
Жук сейчас находится под угрозой исчезновения и известен только из пяти пещер в Словении.
Часть коллекции насекомых Шайбеля теперь находится в Музее естественной истории в Базеле.
Описал в частности:
- Adriaphaenops pretneri (1935),
- Adriaphaenops staudacheri (1939),
- Neotrechus winneguthi (1937) и др.